# Булик (Бурятія)
Булик (рос. Булык) — село Джидинського району, Бурятії Росії. Входить до складу Сільського поселення Булицьке.
Населення — 620 осіб (2015 рік).